# Fröderyds församling
Fröderyds församling var en församling i Växjö stift och Vetlanda kommun. Den 1 januari 2010 uppgick församlingen i Lannaskede församling.
Församlingskyrka var Fröderyds kyrka.

## Administrativ historik
Församlingen har medeltida ursprung.
Församlingen var moderförsamling i pastoratet Fröderyd, Ramkvilla (dit på 1500-talet införlivades Skärbäcks församling som tidigare ingått i pastoratet)  och Bäckaby. Pastoratet utökades 1962 med Skepperstads församling. Från 1992 annexförsamling i pastoratet  Lannaskede, Ramkvilla, Fröderyd, Bäckaby och Myresjö. Den 1 januari 2010 uppgick församlingen i Lannaskede församling.
Församlingskod var 068505.

## Kyrkoherdar
| Ämbetstid | ! Namn                | Levnadstid | Övrigt                                 |
| --------- | --------------------- | ---------- | -------------------------------------- |
| 1347      | Johannes              |            |                                        |
| 1369–1383 | Karl                  |            |                                        |
| 1429–1446 | Gudmund               |            |                                        |
| 1526      | Nicolaus              |            |                                        |
| 1554–1564 | Peder Ekasson         |            |                                        |
| 1565–1591 | Andreas Benedicti     |            | Riksdagsman.                           |
| 1593–1602 | Petrus Andreae        |            |                                        |
| 1603–1611 | Carolus Christmanni   |            |                                        |
| 1612–1642 | Nicolaus Bringius     | –1642      | Riksdagsman.                           |
| 1643–1668 | Johan Bringius        | –1668      | Riksdagsman.                           |
| 1670–1687 | Gudmundus Stapelius   | 1625–1687  |                                        |
| 1687–1724 | Andreas Boman         | 1645–1724  |                                        |
| 1724–1737 | Johan Krok            | 1691–1737  |                                        |
| 1739–1760 | Samuel Rogberg        | 1698–1760  |                                        |
| 1761–1780 | Andreas Colliander    | 1720–1780  |                                        |
| 1782–1796 | Carl Lundh            | 1729–1796  |                                        |
| 1797–1802 | Johan David Rogberg   |            | Senare kyrkoherde i Alseda församling. |
| 1803–1819 | Johan Allgulin        | 1738–1819  |                                        |
| 1820–1824 | Olof Koraenius        | 1753–1824  |                                        |
| 1825–1829 | Fredric Stocke        | 1775–1829  |                                        |
| 1829–1858 | Jonas Sandell         | 1790–1858  |                                        |
| 1859–1871 | Nils Gustaf Holmer    | 1803–1871  |                                        |
| 1871–1896 | Per Petersson         | 1814–1896  | Kontraktsprost.                        |
| 1897–1899 | Elof Mauritz Bursell  | 1836–1899  |                                        |
| 1900–1917 | John August Petersson | 1846–1917  |                                        |
| 1917–1928 | Johannes Emil Floren  | 1859–1928  |                                        |
| 1928–     | Carl Fredric Svensson | 1897–      |                                        |